# Nedum Onuoha
Chinedum "Nedum" Onuoha (ur. 12 listopada 1986 roku w Warri) – angielski piłkarz pochodzenia nigeryjskiego. Onuoha występuje na pozycji prawego, bądź środkowego obrońcy, jest zawodnikiem amerykańskiego Real Salt Lake.

## Kariera klubowa
Onuoha od początku swojej kariery związany jest z Manchesterem City, do młodzieżowej drużyny tego klubu dołączył przed sezonem 2003/2004. W sezonie 2004/2005 był już zawodnikiem pierwszej drużyny zespołu z City of Manchester Stadium. Swój debiut w pierwszej drużynie zanotował 27 października 2004 roku w meczu rozgrywanym w ramach Carling Cup, w którym rywalem The Citizens był Arsenal F.C. W Premier League Onuoha zadebiutował w 1 listopada wchodząc z ławki rezerwowych w meczu z Norwich City. W swoim pierwszym sezonie w klubie Onuoha 17 razy wystąpił w meczach Premier League. W sezonie 2005/2006 z powodu serii kontuzji zagrał tylko w 10 meczach Premier League. W sezonie 2007/2008 Onuoha początkowo dalej trapiony był kontuzjami, ale z czasem doszedł do siebie i podpisał z klubem nowy czteroletni kontrakt. W sezonie 2007/2008 w Premier League zagrał 17 razy. 16 marca 2008 roku w wygranym 2-1 meczu z Tottenhamem strzelił swoją pierwszą bramkę dla Manchesteru City. Onuoha zadebiutował też w roli kapitana The Citizens, miało to miejsce 28 sierpnia 2008 roku w mecz 2 rundy Carling Cup w meczu z Bristol City. 12 sierpnia 2010 został wypożyczony do Sunderlandu.
26 stycznia 2012 roku podpisał kontrakt z Queens Park Rangers.

## Kariera reprezentacyjna
Onuoha, pomimo tego, że urodził się w Nigerii, występuje w reprezentacji Anglii U-21. Zadebiutował w niej 12 października 2005 roku. Występował na Mistrzostwach Europy do lat 21. Onuoha zadebiutował w roli kapitana angielskiej młodzieżówki w meczu z reprezentacją Polski U-21. W marcu 2007 roku Onuoha otrzymał powołanie do seniorskiej reprezentacji Nigerii, jednak je odrzucił. Jak na razie nie zadeklarował, czy będzie występował w seniorskiej reprezentacji Anglii czy reprezentacji Nigerii.